# Cantó de Sent German de Calbèrta

El cantó de Sent German de Calbèrta és un cantó francès del departament del Losera, a la regió d'Occitània. Està enquadrat al districte de Florac, té 11 municipis i el cap cantonal és Sent German de Calbèrta.

## Municipis
- Lo Colet de Dèsa
- Moissac de Valfrancesca
- Sent Andrieu
- Sent Estève de Valfrancesca
- Sent German de Calbèrta
- Sent Alari de la Vit
- Sent Julien
- Sent Martin de Bovaus
- Sent Martin de Lansuscla
- Sent Miquèu de Dèsa
- Sent Privat de Vallònga